# Рада народних представників (Крим)
Ра́да наро́дних представникі́в — колегіальний державний орган влади на Кримському півострові в листопаді 1917 — січні 1918.
У 2-й половині листопада 1917 в Сімферополі відкрилася надзвичайна нарада губернських земських зборів Таврійської губернії. В її складі були представники різних партій, починаючи від кадетів і закінчуючи меншовиками та есерами (близько 400 осіб). На нараді було прийнято рішення про створення з представників міських дум, земств, громадських та інших політичних організацій Ради народних представників на чолі з меншовиком П.Новицьким. У склад Ради народних представників увійшло 48 осіб, у тому числі: від міського самоврядування (міські думи) — 6 осіб, від рад робітничих і солдатських депутатів — 6 (меншовики та есери), від земств — 9, від рад селянських депутатів — 9 (усі — есери), від профспілок — 2, від татарських комітетів — 3, від українців — 3, від великоросів — 2, від євреїв та кримчаків — 2, від німців — 2, від греків — 1, від вірмен — 1, від естонців — 1, від Кримського штабу — 1 особа. Своїм першочерговим завданням Рада народних представників вважала регулювання економічного життя краю, постачання населення необхідними продуктами, боротьбу з більшовиками, заборону вивозу хліба з півострова в центр. Припинила своє існування в січні 1918 у зв'язку із захопленням Криму більшовицькими військами. Деякі члени ради були розстріляні протягом січня—лютого 1918.
До складу Ради народних представників увійшло 48 чоловік:
| Депутат                           | Квота                                    | Партійність        |
| --------------------------------- | ---------------------------------------- | ------------------ |
| Новицький Павло Іванович          | Ради робітничих та солдатських депутатів | РСДРП              |
| Лейбман Беніямін Якович           | Ради робітничих та солдатських депутатів | РСДРП              |
| Бундов П.                         | Ради робітничих та солдатських депутатів | РСДРП              |
| Жаданівський Борис Петрович       | Ради робітничих та солдатських депутатів | РСДРП              |
| Кравченко І.                      | Ради робітничих та солдатських депутатів | Есер               |
| Іванов Ф.                         | Ради робітничих та солдатських депутатів | Есер               |
| Штвань І.                         | Рада селянських депутатів                | Есер               |
| Даст'є Є.                         | Рада селянських депутатів                | Есер               |
| Мартинюк                          | Рада селянських депутатів                | Есер               |
| Беляк                             | Рада селянських депутатів                | Есер               |
| Курін                             | Рада селянських депутатів                | Есер               |
| Поляков                           | Рада селянських депутатів                | Есер               |
| Хаїт Матвій Абрамович             | Рада селянських депутатів                | Есер               |
| Попов П.                          | Рада селянських депутатів                | Есер               |
| Дідик                             | Рада селянських депутатів                |                    |
| Грачов В.                         | Губернська рада профспілок               | РСДРП              |
| Лібін І.                          | Губернська рада профспілок               | РСДРП              |
| Дерман Абрам Борисович            | Міські думи                              | Народний соціаліст |
| Біанкі Віктор Іванович            | Міські думи                              | РСДРП              |
| Борисов Н.                        | Міські думи                              | РСДРП              |
| Коровін Н.                        | Міські думи                              | РСДРП              |
| Киселенко Наум Анісімович         | Міські думи                              | РСДРП              |
| Галлоп Абрам Григорович           | Міські думи                              | РСДРП              |
| Яблонський Г.                     | Земства                                  |                    |
| Мухарський                        | Земства                                  |                    |
| Коломійцев Є.                     | Земства                                  |                    |
| Халітов А.                        | Земства                                  |                    |
| Бердов І.                         | Земства                                  |                    |
| Мусса Мурза Тайганський           | Земства                                  |                    |
| Ворошилов Костянтин Костянтинович | Земства                                  |                    |
| Бененсон М.                       | Земства                                  |                    |
| Бобровський Петро Семенович       | Земства                                  |                    |
| Старий                            | Українська рада                          |                    |
| Андрієвський                      | Українська рада                          | УПСР               |
| Амет Озенбашли                    | Мусульманський виконавчий комітет        |                    |
| Ібрагім Хаттатов                  | Мусульманський виконавчий комітет        |                    |
| Іскандер Аметов                   | Мусульманський виконавчий комітет        |                    |
| Тімзе Яан                         | Естонці                                  |                    |
| Гейне Артур Фрідріхович           | Німці                                    |                    |
| фон Коссарт Едгард Артурович      | Німці                                    |                    |
| не встановлено                    | Росіяни                                  |                    |
| не встановлено                    | Росіяни                                  |                    |
| Мурзаєв Іван Георгійович          | Вірмени                                  |                    |
| Левітан В. М.                     | Євреї та кримчаки                        |                    |
| Іткін А. Б.                       | Євреї та кримчаки                        | Поалей-Ціон        |
| Ульїчов Юрій Кирʼякович           | Греки                                    |                    |
| Селім Маметов                     | Кримський штаб                           |                    |

Також була обрана президія РНП у складі 11 осіб (голова, по два делегата від земств, українців, кримських татар та інших національностей, по одному — від рад та міського самоврядування).